# Eupithecia convallata
Eupithecia convallata là một loài bướm đêm trong họ Geometridae.